# Храм иконы «Утоли моя печали» в Марьине
Храм иконы Божией Матери «Утоли́ моя́ печа́ли» в Марьине — приходской православный храм в районе Марьино Юго-Восточного административного округа в Москве. Относится к Влахернскому благочинию Московской епархии Русской православной церкви.
Расположен в 180 м на юго-восток от станции метро «Марьино».

## История храма
Храм был заложен 2 сентября 1999 года, строительство завершено в 2001 году.
24 февраля 2001 года патриарх Московский и всея Руси Алексий II совершил чин малого освящения храма. Храм был открыт тогдашним мэром Москвы Юрием Лужковым.
Храм в Марьине — первый храм, построенный в XXI веке в Москве. Архитектором храма является Андрей Оболенский, при участии А. Б. Колосова и Николая Аввакумова (интерьеры, внутренний и внешний декор (дополнительные постройки).
Здание было построено на пожертвования жителей, организаций и предприятий города и района. Стоимость строительства составила около 88 млн рублей.
Настоятелем храма был назначен протоиерей Анатолий Родионов, который с декабря 2000 года также состоит благочинным Влахернского благочиния.
При главном храме есть малый деревянный храм, построенный в 1996 году. Первое богослужение совершено в нём 5 января 1997 года.
1 марта 2024 года клириком храма иереем Андреем Малевичем было совершено отпевание Алексея Навального.

## Архитектура
Храм пятикупольный: главный купол — в центре, и четыре — расположены симметрично относительно него, образуя квадрат; они покрыты кровлей из меди. Храм имеет две колокольни — с малыми колоколами и набитыми колоколами. Над главным входом во всю наружную стену расположена икона «Утоли моя печали». Высота храма 42 метра.
Главный престол — иконы Божией Матери «Утоли моя печали».
Приделы:
- Иконы Божией Матери «Неупиваемая Чаша»
- Иконы Божией Матери «Избавительница».

## Духовенство
- Настоятель — протоиерей Анатолий Родионов
- иерей Виталий Воробьёв
- иерей Андрей Малевич
- иерей Алексий Власов
- диакон Димитрий Сазонов
- диакон Виктор Карпеко

## Использование изображения
Изображение храма использовано на гербе и флаге района Марьино в качестве символики.